# Quartier de la Gare
Quartier de la Gare (česky Nádražní čtvrť) je 50. administrativní čtvrť v Paříži, která je součástí 13. městského obvodu. Má rozlohu 304,4 ha a ohraničují ji boulevard périphérique na jihu, Avenue de Choisy na západě, Boulevard Vincent-Auriol na severu a řeka Seina na východě.
Název čtvrti je odvozen od blízkosti Slavkovského nádraží, které samotné se ovšem nachází v sousední čtvrti Salpêtrière.

## Historie
Toto území bylo tradičně zemědělskou oblastí, nacházely se zde pastviny, pole a vinice. Leželo mimo hranice Paříže a patřilo k vesnici Ivry-sur-Seine. Když byla v roce 1860 oblast připojena k Paříži, došlo k proměně čtvrti. Nízké ceny pozemků přitahovaly podnikatele a rozvíjel se zde průmysl, vyrostly zde velké dílny železniční společnosti Orléans a také železniční překladiště. To vše mělo za následek rychlý růst obyvatel. Zatímco v roce 1860 měla čtvrť 9 432 obyvatel, v roce 1869 zde žilo již 19 395 lidí, převážně dělnických profesí. Obyvatelstvo žilo převážně v nevyhovující zástavbě s nedostatečným hygienickým zázemím. Mezi světovými válkami došlo k částečnému zlepšení této situace. Na jihu čtvrti zmizely provizorní baráky a byly postaveny moderní domy s levným bydlením. Na místě staré plynárny vznikl veřejný park Choisy.

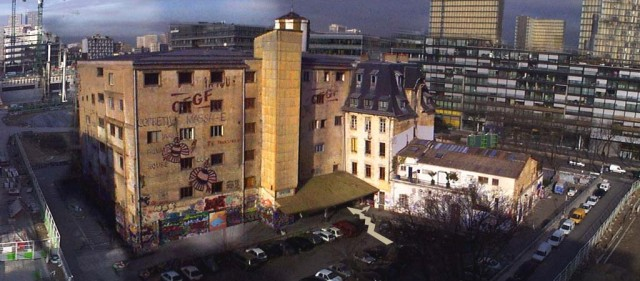
Původní zástavba pozvolna mizí

Ještě větší změna proběhla ve čtvrti v 60. letech 20. století. V rámci rozsáhlé renovace nazvané Deux-Moulins (Dva mlýny) byly rozsáhlé oblasti zcela zbořeny a na jejich místě vyrostly výškové obytné domy s rozsáhlými zelenými prostranstvími. V roce 1975 byla během operace Italie 13 dokončena obytná čtvrť Les Olympiades na místě starého nákladového nádraží. Tuto čtvrť následně osídlili především přistěhovalci z Dálného východu, kteří zde v západní části čtvrtě vytvořili asijskou čtvrť.
V 90. letech 20. století modernizace pokračovala. V roce 1996 byla otevřena nová budova Francouzské národní knihovny, čtvrtí prochází nová linka 14 pařížského metra. Proces modernizace celé čtvrti pokračuje i v současnosti výstavbou obchodní čtvrti na břehu Seiny zvané Paris Rive Gauche.

## Vývoj počtu obyvatel
| Rok sčítání | Počet obyvatel | Hustota zalidnění (ob./km²) |
| ----------- | -------------- | --------------------------- |
| 1954        | 54 530         | 17 914                      |
| 1962        | 57 442         | 18 871                      |
| 1968        | 50 271         | 16 515                      |
| 1975        | 58 450         | 19 202                      |
| 1982        | 67 088         | 22 039                      |
| 1990        | 70 307         | 23 097                      |
| 1999        | 69 008         | 22 670                      |